# Ladysmith (Colombie-Britannique)
Pour les articles homonymes, voir Ladysmith.
Ladysmith est une ville située sur le 49e parallèle sur la côte est de l'île de Vancouver en Colombie-Britannique au Canada. Le site se trouve dans le district régional de Cowichan Valley.
Au recensement de 2016, on y a dénombré une population de 8 537 habitants.

## Personnalité liée à la ville
- Pamela Anderson, actrice et mannequin est née à Ladysmith

## Culture
Une partie de l'action de la série Resident Alien est tournée à Ladysmith qui est appelée Patience dans la fiction.

## Démographie
| 2001  | 2006  | 2011  | 2016  |
| ----- | ----- | ----- | ----- |
| 6 811 | 7 538 | 7 921 | 8 537 |